# British Rail Class 59
British Rail Class 59  — британский тепловоз, имеющий колесную формулу Co’Co' по европейскому стандарту UIC (имеет 2 трёхосных тележки), был построен и введён в эксплуатацию между 1985 и 1995 отделением Electro-Motive Division (EMD) корпорации General Motors (которое позднее было реорганизовано в Electro-Motive Diesel). Локомотив строился для частных британских железнодорожных компаний, первоначально для компании «Foster Yeoman» и проектировался для перевозки тяжёлых грузов, изначально получил обозначение JT26CW-SS.

## Общий обзор
В связи с недовольством компании «Foster Yeoman» по поводу ограниченных возможностей и надёжности грузовых тепловозов BR Class 56  и удовлетворением от работы используемых ими локомотивов EMD SW1001, у EMD были заказаны четыре локомотива серии BR Class 59/0, которые поступили в 1986 году. Новый дизайн, соответствующий нормам нагрузки и спецификациям британских железных дорог, был позаимствован у локомотива EMD SD50. Для удобства освоения локомотива машинистами была взята кабина локомотива Class 58.
BR Class 59 стал первым локомотивом североамериканской постройки и первым частным дизельным локомотивом для работы на регулярной основе на британских железнодорожных магистралях, хотя локомотивы, снабжённые двигателями EMD, применялись в Республике Ирландия с 1961 года и в Северной Ирландии с 1980 года.
Последовав примеру «Foster Yeoman», компания «Amey Roadstone Construction» закупила четыре локомотива (в модификации Class 59/1), а компания «National Power» приобрела шесть локомотивов (в модификации Class 59/2). Позднее «Foster Yeoman» и «ARC merged» объединились в компанию «Mendip Rail», а подвижной состав «National Power» перешёл вначале к EWS, а сейчас принадлежит «DB Schenker Rail (UK) Ltd».
В конечном итоге старания EMD и гибкость при проектировании и строительстве столь небольшого заказа, открыли возможность для последующего, гораздо большего заказа — Class 66.
Этот проект использует тот же корпус, но имеет различия внутри. Внешне локомотивы серий BR Class 59 и 66 компании EWS в красно-золотой ливрее отличаются тем, что в то время как 66-е имеют зигзагообразную золотую полосу, у 59-х она прямая.

### Mendip Rail
С целью лучшего управления имеющимся в наличии подвижным составом и ростом потребности в нём, компании «Hanson ARC» и «Foster Yeoman» основали совместное предприятие «Mendip Rail», при этом активы компаний оставались по прежнему за ними, а персонал прикомандировывался к созданной фирме. Впоследствии компания «Mendip Rail» получила статус железнодорожного оператора.
Локомотивы Class 59, принадлежащие «Mendip Rail», обслуживали различные направления в зависимости от надобности в них в том или ином месте и условий заключённых контрактов. Они регулярно применялись в Южных регионах Британии, в первую очередь на терминалах «Foster Yeoman» в Eastleigh и Botley, а также на строительстве туннеля под проливом Ла-Манш.